# HD 65818
HD 65818, nota anche come V Puppis, è una stella binaria di magnitudine 4,45 situata nella costellazione della Poppa. Dista 1000 anni luce dal sistema solare ed è una variabile a eclisse.

## Osservazione
Si tratta di una stella situata nell'emisfero celeste australe. La sua posizione è fortemente australe e ciò comporta che la stella sia osservabile prevalentemente dall'emisfero sud, dove si presenta circumpolare anche da gran parte delle regioni temperate; dall'emisfero nord la sua visibilità è invece limitata alle regioni temperate inferiori e alla fascia tropicale. La sua magnitudine pari a 4,4 fa sì che possa essere scorta solo con un cielo sufficientemente libero dagli effetti dell'inquinamento luminoso.
Il periodo migliore per la sua osservazione nel cielo serale ricade nei mesi compresi fra dicembre e maggio; nell'emisfero sud è visibile anche all'inizio dell'inverno, grazie alla declinazione australe della stella, mentre nell'emisfero nord può essere osservata limitatamente durante i mesi della tarda estate boreale.

## Caratteristiche fisiche
La stella è una gigante azzurra; possiede una magnitudine assoluta di -3,31 e la sua velocità radiale positiva indica che la stella si sta allontanando dal sistema solare.

## Sistema stellare
HD 65818 è un sistema multiplo formato da 5 componenti. La componente principale A è una stella di magnitudine 4,45. La componente B è di magnitudine 11,5, separata da 6,8 secondi d'arco da A e con angolo di posizione di 070 gradi. La componente C è di magnitudine 13,2, separata da 19,0 secondi d'arco da A e con angolo di posizione di 048 gradi. La componente D è di magnitudine 10,0, separata da 39,2 secondi d'arco da A e con angolo di posizione di 038 gradi. La componente E è di magnitudine 13,0, separata da 10,6 secondi d'arco da D e con angolo di posizione di 064 gradi.
Le due componenti maggiori si eclissano a vicenda, facendo variare la magnitudine del sistema da 4,35 a 4,92 nel minimo principale; il periodo è di 1,4545 giorni. Alcuni studi degli anni 2010 suggeriscono la presenza di una massiccia terza componente di una decina di masse solari; non essendo tuttavia visibile si ipotizza che questa ulteriore componente sia un buco nero.